# Raholca
Raholca (horvátul: Orahovica) város Horvátországban Verőce-Drávamente megyében.

## Fekvése
Verőcétől légvonalban 50, közúton 57 km-re délkeletre, Nekcsétől 18 km-re északnyugatra, Szlavónia középső részén, a Papuk-hegység, valamint ennek keleti folytatása a Krndija-hegység északi lejtőin és a Drávamenti-síkság szélén fekszik.

## A község települései
Közigazgatásilag Alsópistana, Bijeljevina Orahovička, Crkvari, Dolci,  Duzluk, Felsőpistana, Karlovac Feričanački, Kokočak, Magadinovac, Nova Jošava, Stara Jošava és Šumeđe települések tartoznak hozzá.

## Története
Raholca neve a Kapavac 792 méter magas csúcsa alatt eredő Orahovica-patak nevéből származik, melynek egy rövidebb szakaszát ma is így nevezik. A név a magyarban Rahovca, majd Raholca alakban rövidült. A patak neve a horvát „orah” (dió, diófa) főnévből származik. Olyan patakot jelöl, amelynek partján sok diófa nőtt. E vidék első ismert birtokosa a Győr nembeli Poth ispán volt, aki 1209 és 1212 között a nádori tisztséget is betöltötte. A település nevét „nobilium de Raholcha” néven 1228-ban II. András király adománylevelében említik először a Tétény nembeli Marcell udvarispánnak adományozott „Ozyag” nevű birtok határainak kijelölésével kapcsolatban. Ugyancsak ebből az évből származik egy másik írásos forrás is, melyben Poth ispán két leánya hozományául leánynegyedként „Ilsowa et Rohocha” nevű birtokait a Geregye nembeli Pálnak és a Csák nembeli Istvánnak adja át.

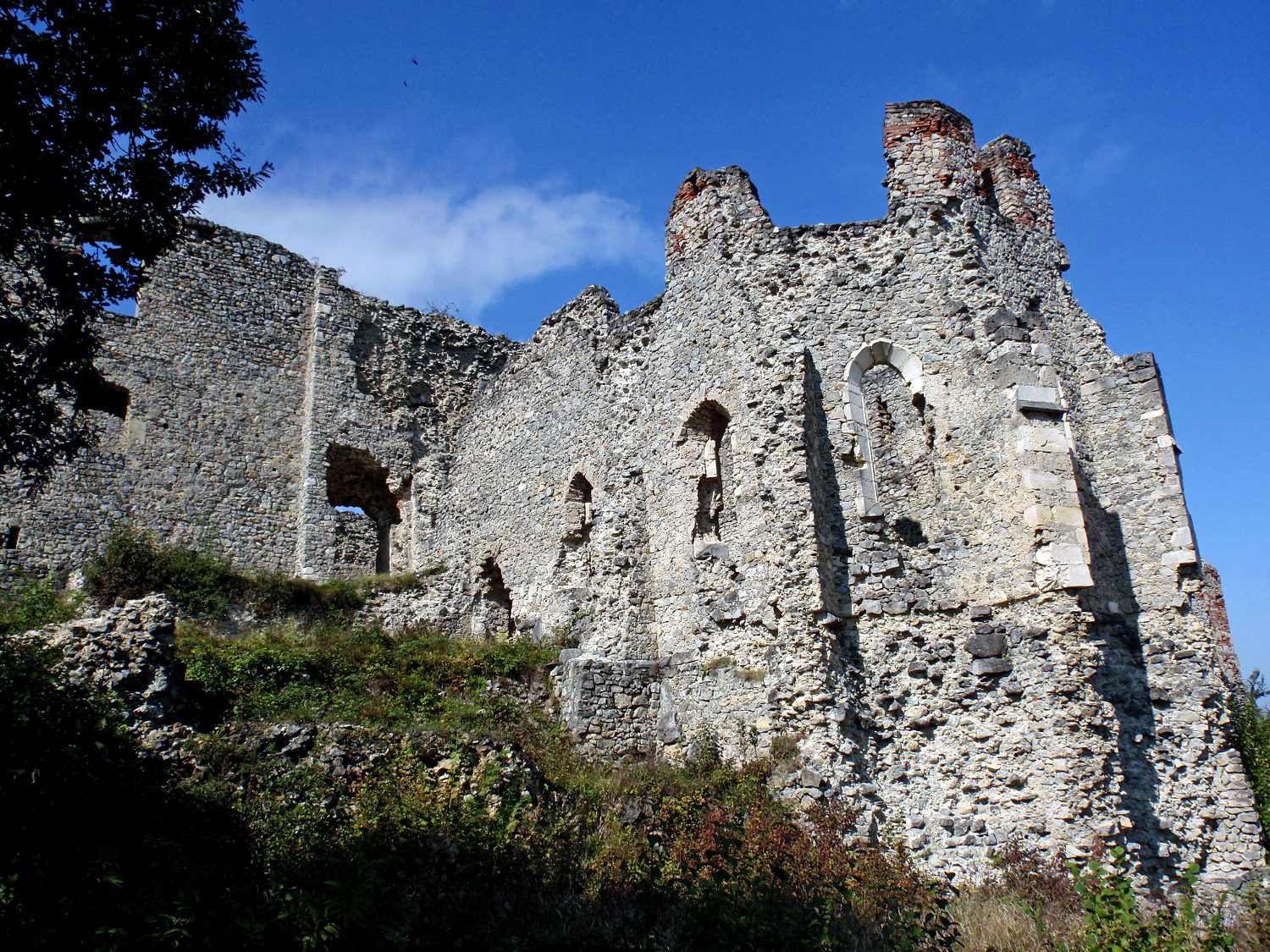
Raholca vára – a várkápolna romjai

A település mellett a Papuk-hegységben állnak Raholca (Ružica) várának romjai. Ez méretét tekintve Medvevár után a második legnagyobb erődítmény Horvátország szárazföldi részén. A várat a 14. század elején építhették. Először 1317-ben említik, ekkor foglalták el a királyi hadak a Kőszegiektől és a verőcei ispán igazgatása alá rendelték. 1347-ben Nagy Lajos Tót Lőrinc tárnokmesternek adta Zrinért cserébe, ezután utódaié raholcai Kont Miklós nádoré és fivéréé, Lőkös László pohárnokmesteré. 1403 és 1405 között gordovai Fáncs László szlavón báné, 1405-ben a Gutkeled nembeli Maróti Jánosé, 1411 és 1416 között Raholcai Péter fia Ugrin mesteré, 1417-ben Újlaki Lászlóé és Imréé, 1420-ban Raholcai István fia Gergely mesteré, 1422 és 1432 között Újlaki Annáé, 1471 és 1477 között Újlaki Miklósé, majd 1524-ig Újlaki Lőrincé. 1525-ben utóbbi özvegyének, Bakóczi (Bakos) Magdolnának a hozományaként Móré László szerezte meg. 1543 nyarán elfoglalta a török és 1687-ig mint szandzsákszékhely török kézen maradt. Evlija Cselebi szerint a raholcai a birodalom gazdag szandzsákjai közé tartozott 700 ezer akcse jövedelemmel. A raholcai szandzsákbég szükség esetén ötezer harcost tudott kiállítani.

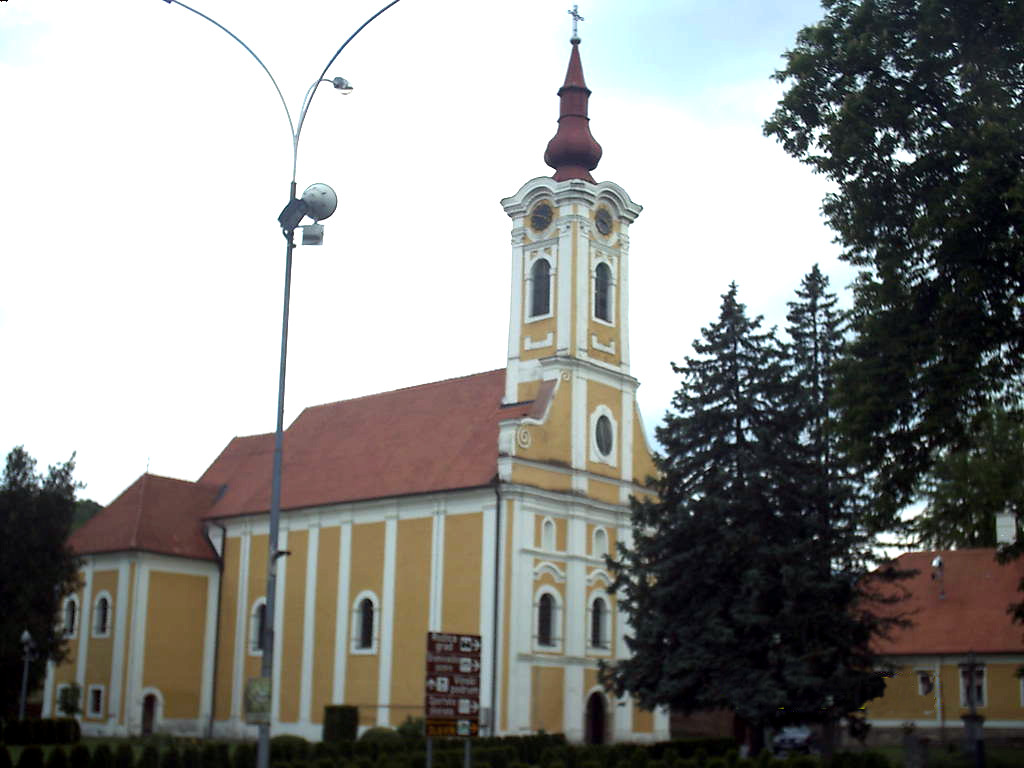
A Szent Kereszt plébániatemplom

A török uralom után előbb a kincstáré, majd több birtokos  után 1733-ban a Pejacsevichek a Macedóniából érkezett Mihalovics Demeternek adták el, ezután a 19. század végéig a Mihalovicsoké. A család utolsó jelentős személyisége Mihalovics Antal 1917 és 1918 között a horvát báni tisztséget töltötte be. Az újraalapított raholcai plébániát 1730-ban említi először Juraj Dumbovic zágrábi kanonok és apát, egyházi vizitátor. A raholcai hívek lelki gondozását ekkor nekcsei ferences kolostor szerzetesei látták el. 1756-ig a településen csak egy Szent Kereszt tiszteletére szentelt fatemplom állt. A mai Szent Kereszt Felmagasztalása templomot 1756-ban építették a város közepének domináns helyén. Felszentelését 1800-ban Maksimilijan Vrhovac zágrábi püspök végezte. 1754-ben a plébániához öt település, Raholca, Izdenc, Fericanci, Bokšic és Šaptinovci tartozott.
1910-ben Raholca 2795 lakosából 1794 horvát, 493 szerb, 304 magyar és 150 német volt. A trianoni békeszerződésig Verőce vármegye Nekcsei járásához tartozott. 1914-ben megalapították a városszépítő egyesületet. 2011-ben 3954 lakosa volt. A város zöldség- és gyümölcstermesztés mellett kerámia- és parkettagyáráról is híres.

## Lakossága
| Lakosság változása | Lakosság változása | Lakosság változása | Lakosság változása | Lakosság változása | Lakosság változása | Lakosság változása | Lakosság változása | Lakosság változása | Lakosság változása | Lakosság változása | Lakosság változása | Lakosság változása | Lakosság változása | Lakosság változása | Lakosság változása |
| ------------------ | ------------------ | ------------------ | ------------------ | ------------------ | ------------------ | ------------------ | ------------------ | ------------------ | ------------------ | ------------------ | ------------------ | ------------------ | ------------------ | ------------------ | ------------------ |
| 1857               | 1869               | 1880               | 1890               | 1900               | 1910               | 1921               | 1931               | 1948               | 1953               | 1961               | 1971               | 1981               | 1991               | 2001               | 2011               |
| 1.678              | 1.752              | 1.564              | 1.676              | 1.932              | 2.517              | 2.573              | 3.290              | 2.769              | 3.003              | 3.035              | 3.392              | 4.005              | 4.314              | 4.262              | 3.954              |

## Nevezetességei
- Raholca várának[6] tekintélyes romjai a várostól 2,5 km-re délnyugatra, a Papuk és a Krndija-hegység északi lejtői között, egy 378 méteres magasságban, észak-déli irányban húzódó hegygerincen állnak. A romok 110 méter hosszan és több, mint 60 méter szélességben, összesen mintegy 8000 négyzetméteren terülnek el. A közelben két patak, az Orahovica két mellékága, az Ercegovac és a Vođenica vize csörgedezik. A vár építése négy szakaszra bontható. Az első fázisban a 14. században épült fel a vár központ részét képező négyszögletes várpalota. A második fázisban, a 15. században épültek meg a palota körüli erődítések. A palota északi oldalához négyszögletes bástya épült a hozzá tartozó három támpillérrel, nyugatra pedig félkör alakú bástyát illesztettek a védőfalba. Ide építettek három, tisztázatlan funkciójú helyiséget is. A déli oldal nagy, félköríves bástyáját támpillérek sora erősíti. A palota keleti oldalához építették a gótikus várkápolnát a sokszögű apszissal. Az építkezések valószínűleg a vár akkori urához, Újlaki Miklóshoz köthetők. A harmadik fázis a 15. és a 16. század fordulójára tehető. Ebben a fázisban csak erődfalak épültek. Ekkor készültek el a keleti oldal védőfalai. Az utolsó, negyedik fázis a 16. század első felében, készült el. A legjelentősebb építkezés a déli oldal nagy, félköríves védőfala a 11 ágyúállással és a várárokkal. Ekkor történt palota nyugati tornyának átépítése, a palota bejáratának megerősítése két kaputoronnyal és a felvonóhíddal, valamint a vártól mintegy 200 méterre két, kisebb erőd megépítése. A falak általában ma is több emeletnyi magasságban, az eredeti magasságukban állnak. Jól láthatók az 1970-es évek félbemaradt rekonstrukciós munkálatainak nyomai.
- A vár alatti kastély[7] egy működő kőbánya területén egy 230 méteres dombon található, története ismeretlen. Nem tudni, hogy ki és mikor építette. Egyedül az 1702-es adóösszeírás említi meg. Eredetileg egy négyszög alaprajzú épület volt, melynek hosszúsága 35 méter, szélessége 14 méter volt. Falaiból csak az északi és a nyugati falak maradtak meg a teljes magasságban. Az északi falban ma is láthatók az egykori kapuzat körüli lőrések, melyek erődített épületre utalnak. Az egykori kastélypark maradványai szintén felfedezhetők.
- A raholcai vártól mintegy két kilométerre délre, egy 680 méteres magaslaton találhatók a Stari grad (más néven Oršulić), azaz az Óvár maradványai.[8] A vár négyszög alaprajzú volt, az északi és a déli oldalon félköríves bástyákkal. A falak elrendezése és hosszúsága alapján ez a vár régebbi építésű volt és nagyobb területen feküdt, mint a raholcai vár. Eddig nem sikerült lakótorony, vagy várpalota nyomaira bukkanni. Ez azt látszik erősíteni, hogy kizárólag védelmi célokra épült. Valószínűleg menedékvárnak építették veszély esetére a környező lakosság számára. Építési idejét a kora középkorra teszik. Története, korabeli elnevezése tisztázatlan.

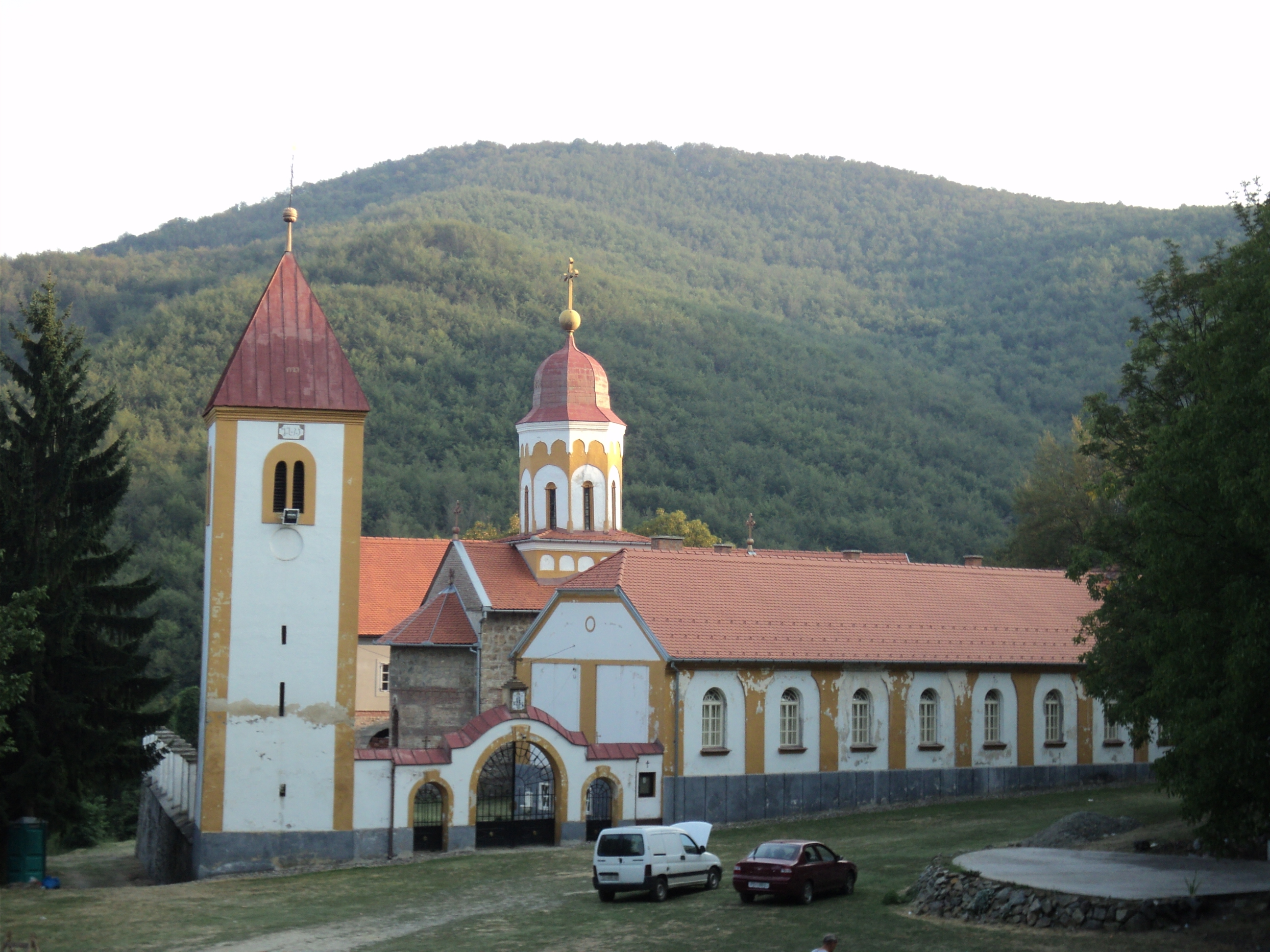
A Szent Miklós pravoszláv monostor

- Raholcától délre a Krndija hegyei között, de már Duzluk határában található a Szent Miklós monostor, melyet 1583-ban „Remeta” néven említenek először. Feltételezik, hogy a monostor ennél sokkal régebbi, hiszen történeti források alapján Mátyás király már a 15. század vége felé telepített Szlavóniának erre a részére pravoszláv híveket, azelőtt pedig Szent Ágoston rendi kolostor állt a helyén, melyre egy 1102-ből származó forrás utal. Ezt a tényt régészeti feltárások még nem erősítették meg. A monostor temploma 1594-ben épült. Az épületegyüttesben a templom körül több épület található. A templom háromkaréjos épület egy nagy, kerek központi térrel, melyben a szentély feletti mennyezetet négy oszlop tartja. Az épület a morva iskola jegyeit viseli magán. Részben fennmaradt a templom értékes belső festése, mely a szerb Namanjić-dinasztia származását beszéli el. Ikonosztázát 1869-ben a 19. század nazarénus stílusában Pavle Simić újvidéki festőművész készítette. A belső udvar északi és déli oldalán találhatók a szerzetesek szállásai, melyek összeköttetésben vannak az udvar nyugati oldalát lezáró ebédlővel. Az udvar északkeleti oldalán építették fel 1735-ben a harangtornyot. A monostor már a 16. században fontos vallási és kulturális központ volt, a pozsegai metropolita székhelye. A 17. század első felében virágzott az ikonográfiai és írásművészet. Mintegy 50 szerzetes írta és másolta itt a szent könyveket. Több 14. és 15. századi kéziratot és miniatúrát őriznek itt, de gazdag kincstára van liturgikus tárgyakból is. Az épületegyüttes súlyos károkat szenvedett a török elleni felszabadító harcok során, melyet a 18. században állítottak helyre. 1804-ben földrengést szenvedett, így 1835-ben meg kellett újítani. A déli lakórész a második világháborúban sérült meg súlyosan. A monostor évente két nagy egyházi ünnepnek ad helyet. Május 22-én Szent Miklós ereklyéinek áthozatala, augusztus 19-én pedig a Színeváltozás ünnepét ülik meg, amikor számos pravoszláv hívő gyűlik itt össze a távolabbi vidékekről is.

- Raholca Szent Kereszt Felmagasztalása tiszteletére szentelt római katolikus plébániatemploma[9] 1756-ban épült barokk stílusban. A plébániát már 1334-ben említik, de a középkori plébániatemplom a török háborúk idején elpusztult. 1730-ban a püspöknek írt jelentésben az áll, hogy a templom fából épült. Következő jelentésből már az derül ki, hogy a templom nagyon rossz állapotban van és új templom építése szükséges. A mai templom építése 1756 közepén kezdődött és 1757. december 12-ig tartott. A templomot 1793 és 1798 között bővítették. Ennek során épült fel a bejárat fölé a harangtorony és a szentély mellé a sekrestye. Felszentelése 1800-ban történt. A főoltáron kívül három oltára van, melyeket Alexandriai Szent Katalin (18. század), Keresztelő Szent János és Szűz Mária tiszteletére szenteltek. Legrégibb liturgikus tárgyai egy 18. századi kehely és a Szent kereszt ereklye.

- Raholca várától délnyugatra, a Papuk-hegység területén található „Rastova kosa” régészeti lelőhelye. Két kiemelkedő, erdővel borított domb, mely minden bizonnyal egy nagyobb őskori település helye. A lelőhely felszínén a késő bronzkorra és a vaskor elejére jellemző leletanyag található. A település régészeti anyagának részletesebb elemzése alapján a helyet az urnamezős kultúra Zágráb - Vrapče csoportjának tulajdonítják, és az i. e. 12. századra datálják.[10]

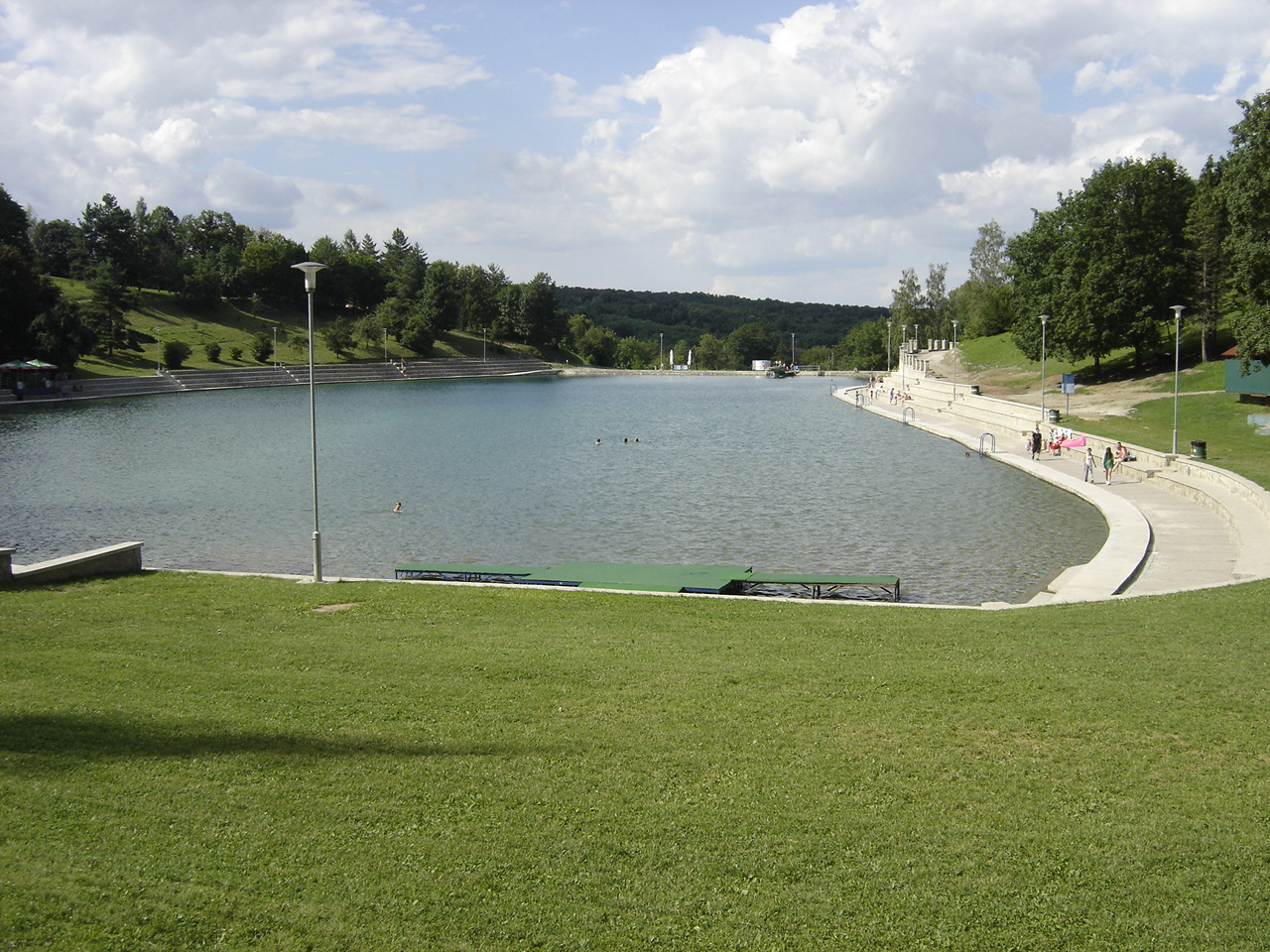
A Raholcai tó

- A várostól másfél kilométerre fekvő Raholcai-tó (Orahovačko jezero) a város kedvelt üdülőhelye. 1961-ben mesterséges gát építésével hozták létre. Hosszúsága 208 méter, szélessége 48,8-tól 85,2 méterig váltakozik, területe 1,5 hektár. Mélysége az északi oldalon eléri a 9 métert. A tó 570 méter hosszú partja teljesen rendezett. Nyáron fürdésre alkalmas, de van kempingezési, sportolási lehetőség is. Mellette 20 m magas vízesés látható.

## Gazdaság
A város területén két vállalkozói övezet található. Az itt működő jelentősebb cégek:
- Keramika Modus d.o.o. – kerámialapok gyártása
- Čelik remont – vas és acéltermékek gyártása
- Pan parket d.o.o. – parketta és laminált lapok gyártása
- Radlovac d.o.o. – kőbányászat és kereskedelem
- Phoenix d.o.o. – fémfeldolgozás
- Ciprijanović d.o.o. – faipari munkák
- Europak – tárolórekeszek gyártása a mezőgazdaság számára

## Kultúra
- Május 3-a a Szent Kereszt felmagasztalásának ünnepe a város hivatalos ünnepnapja.
- A Raholcai tavasz (Orahovačko proljeće) rendezvénysorozatát 1968 óta rendezik meg. Ez egyben a nyári turisztikai szezon megnyitója is. Elődje a városi virágkorzó volt. 1959 egyik vasárnapjának reggelén az iskola diákjai tanáraik vezetésével sportruházatban, virágokkal feldíszítve vonultak a város központjába. A résztvevők akkor még nem hitték, hogy ez hagyományossá, a helyi tavasz fő látványosságává válik. A Raholcai tavasz rendezvénysorozata azóta tíz naposra bővült. Magában foglal számos sport, kulturális és szórakoztató rendezvényt.
- A városi könyvtár elődje az 1877-ben megnyitott olvasókör volt, ahol a tagok német és horvát nyelvű sajtótermékeket olvashattak. A visszaemlékezések szerint az 1920-as években rádió működött itt fejhallgatóval, ahol külföldi rádióműsorokat lehetett hallgatni. A második világháború után minden nagyobb települést köteleztek könyvtár létrehozására és könyvtáros foglalkoztatására. Az 1700 kötetes állományt az idők során többször költöztették. A járások eltörlése után a könyvtárat a Vladimir Nazor kulturális és művészeti egyesület üzemeltette. 1985-ben az állományt a tűzoltóság épületéből a korábbi óvodaépületbe vitték, majd 1989-ben miután az önkormányzat kiköltözött a régi szecessziós épületéből ennek felét megkapta a városi könyvtár, ahol azóta is működik.
- A városi múzeumot 2005-ben nyitották meg a könyvtár épületében, melynek egy részét erre a célra alakították át. A múzeum tárlóiban több, mint 700 tárgy tekinthető meg. A gyűjteményből kiemelkednek a rekonstruált régi kályhák, a díszes veretekkel ékes régi könyvek, a raholcai vár egykori urainak sírkőlapjai és a középkori tárgyak, melyek a régi korok atmoszféráját hozzák vissza.

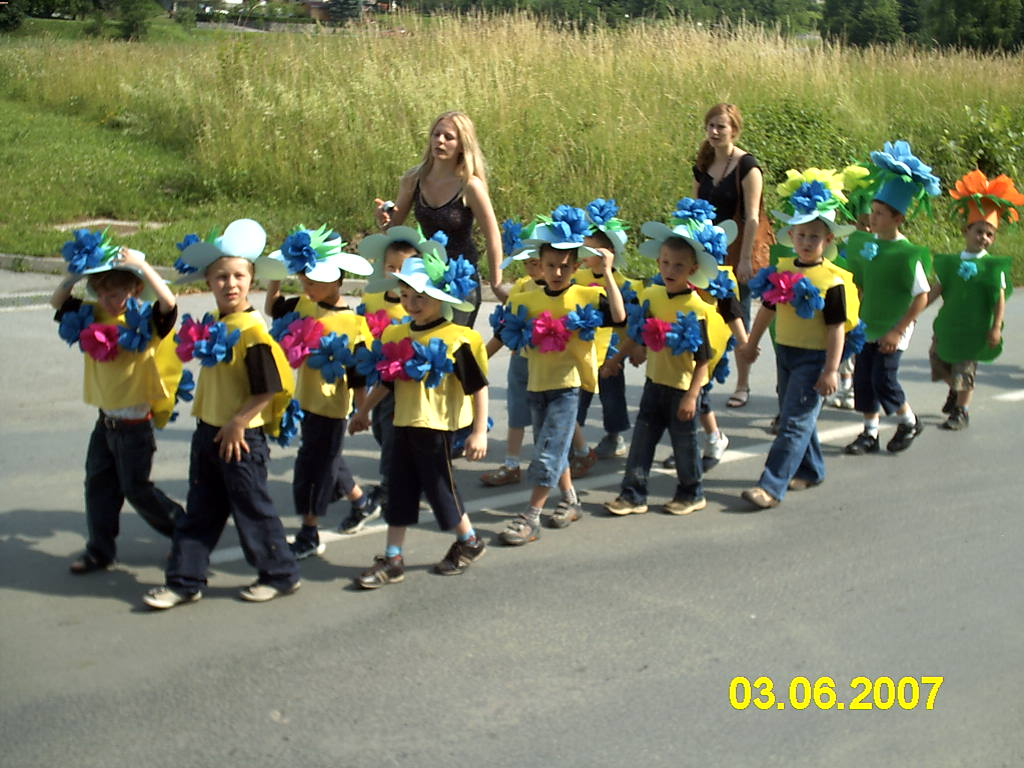
Virágokkal feldíszített óvodások felvonulása

## Oktatás
- „Stjepan Ivšić” középiskola
- OŠ „Ivane Brlić – Mažuranić” elemi iskola
- "Palčić" óvoda
- Általános zeneiskola

## Sport
- Papuk Orahovica labdarúgó iskola
- PK Orahovica úszóklub
- NK Papuk Orahovica labdarúgóklub. 1925-ben alapították.
- RK Orahovica kézilabdaklub
- "HUS" Orahovica karateklub
- KK Orahovica teleklub
- ŠRD "Šaran" Orahovica sporthorgász egyesület
- SD Orahovica lövészklub
- HPD Orahovica hegymászó egyesület
- TK Orahovica teniszklub
- ŠK Orahovica sakk-klub

## Egyesületek
- A helyi önkéntes tűzoltóegyletet 1882-ben alapították. Szekciói között története során tamburazenekar, fúvószenekar, női szekció, ifjúsági szekció működött. A megyében az egyetlen olyan tűzoltóegylet, melynek működő fúvószenekara van.
- A Matica Hrvatska helyi szervezetét 1970-ben alapították. Első elnöke Luka Lukić volt. A szervezet akkor 385 tagot számlált. A szervezetet 1990-ben alapították újra, új alapszabály és új elnök választással.

## Híres emberek
Itt született 1884. augusztus 13-án Stjepan Ivšić szláv-filológus, nyelvész, egyetemi tanár, a Zágrábi Egyetem rektora.